# Łubowo (Grande-Pologne)
Pour les articles homonymes, voir Lubowo.
Łubowo (prononciation : [wuˈbɔvɔ]) est un village de Pologne, situé dans la voïvodie de Grande-Pologne. Il est le chef-lieu de la gmina de Łubowo, dans le powiat de Gniezno.
Il se situe à 11 km à l'ouest de Gniezno (siège du powiat) et à 39 km à l'est de Poznań (capitale régionale).

## Histoire
De 1793 à 1919, Libau fait partie de l'arrondissement de Gnesen (de) dans le district de Bromberg au sein de la province de Posnanie.
De 1975 à 1998, Łubowo faisait partie du territoire de la voïvodie de Poznań.

Depuis 1999, le village fait partie du territoire de la voïvodie de Grande-Pologne.